# Фериеланда (община)
Община Фериеланда (на шведски: Färgelanda kommun) е разположена в лен Вестра Йоталанд, югозападна Швеция с обща площ 622 km2 и население 6520 души (към 31 декември 2013). Административен център на община Фериеланда е едноименния град Фериеланда.